# U50C型柴油机车
U50C型柴油机车是由美国通用电气公司为聯合太平洋鐵路研制的一种大功率柴油机车。

## 开发背景
1960年代初，由于石油和塑料工业的快速发展造成重油价格持续上涨，聯合太平洋鐵路为了取代燃气轮机车以节省燃料成本，向美国的三大铁路机车制造商订购了一系列5000～5500马力等级的大功率干线货运柴油机车，分别为通用电气公司的U50型柴油机车、易安迪公司的DD35型柴油机车、美国机车公司的世纪855型柴油机车。1969年，聯合太平洋鐵路再次订购新一代的大功率柴油机车，以满足高速重载货物列车的牵引需要。根据聯合太平洋鐵路提出的技术要求，通用电气公司为此推出了U50C型柴油机车，而易安迪公司则推出了DDA40X型柴油机车。
U50C型柴油机车是在U50型柴油机车的基础上设计制造的5000马力电力传动柴油机车，但在动力系统和设备布置方面已经和U50型柴油机车有很大差异。机车采用单司机室外走廊式车体结构，车体从前端至后端顺序布置有司机室、第一动力室、冷却室，第二动力室， 车体两侧走廊的地板下方设有控制电器、蓄电池组、总风缸及沙箱等设备。机车走行部为两台从燃气轮机车拆下来的均衡梁式三轴转向架。车上装有两台前后对称布置的柴油发电机组，两套机组完全相同且可独立工作。
动力装置采用两台经过强化的12气缸、四冲程、涡轮增压的FDL12型柴油机，而非U50型柴油机车上采用的FDL16型柴油机，额定功率为2×2500马力。柴油机的自由端和牵引发电机相连，另一端通过弹性联轴节和分配齿轮箱，驱动冷却风扇和离心式空气压缩机。每套机组负责驱动其中一个转向架上的三台牵引电动机，U50C型柴油机车采用交—直流电传动装置，柴油机直接驱动一台GTA-11型三相交流同步发电机，发出的三相交流电经硅二极管整流器整流为直流电后，供给并联连接的GE-752型串励直流牵引电动机。
1969年11月至1971年11月间，通用电气公司共生产了40台U50C型柴油机车，全部交付联合太平洋铁路使用，机车编号为5000～5039。然而，实际运用证明了U50C型柴油机车是一款失败的产品，虽然其整备重量已经比U50型柴油机车大幅减轻，但由于设计上的缺陷导致各种故障频生，例如因为全车采用了铝质电线取代铜质电线以节省成本，导致经常发生因电流过大使导线过热的火灾事故；从燃气轮机车拆下来的三轴转向架亦难以承担车体重量，导致转向架铸钢构架容易发生疲劳开裂；其他问题包括冷却水管路泄漏、制动电阻带过热融化、柴油机燃油供给压力过低等等。
相比之下，同属通用电气公司产品的传统单机组柴油机车则可靠得多，例如U30C、U33C、U36C型柴油机车都获得了良好的评价。因此，U50C型柴油机车仅仅投入使用几年以后，联合太平洋铁路于1976年将这批机车全部停运报废，并于1978年至1979年间解体处理，以后亦不再购置双机组的柴油机车。